# Tanya Dubnicoff
Tanya Dubnicoff (Winnipeg, 7 de novembre de 1969) és una ciclista canadenca. Especialista en pista, ha guanyat quatre medalles, una d'elles d'or als Campionats del Món en pista. També ha aconseguit diferents triomfs als Jocs de la Commonwealth. Ha participat en 3 Jocs Olímpics d'Estiu.

## Palmarès en pista
- 1991
  - Medalla d'or als Jocs Panamericans en Velocitat
- 1993
  -  Campiona del Món en Velocitat
- 1994
  - Medalla d'or als Jocs de la Commonwealth en Velocitat
- 1995
  - Medalla d'or als Jocs Panamericans en Velocitat
- 1998
  - Medalla d'or als Jocs de la Commonwealth en Velocitat
- 1999
  - Medalla d'or als Jocs Panamericans en Velocitat
  - Medalla d'or als Jocs Panamericans en 500 metres

### Resultats a laCopa del Món
- 1993
  - 1a a Hyères, en Velocitat
- 1994
  - 1a a Colorado Springs, en Velocitat
- 1997
  - 1a a Adelaida, en Velocitat
- 1999
  - 1a a la Classificació general i a les proves de Ciutat de Mèxic i a Cali, en 500 metres
  - 1a a Ciutat de Mèxic i a Cali, en Velocitat

## Palmarès en ruta
- 1992
  -  Campiona del Canadà en contrarellotge